# 天主教卡加延-德奥罗总教区
天主教卡加延-德奧羅總教區（拉丁語：Archidioecesis Cagayana）是羅馬天主教會以菲律賓南部棉蘭老島北部城市卡加延-德奧羅為中心的一個總教區，管轄東米薩米斯省、甘米銀省和布基農省一個市。總教區下轄四個教區，2006年時有1,158,000名教友，佔轄區總人口達82.9%。總教區由129名司鐸管理56個堂區。主教座堂為聖奧斯定教省總主教座堂。
現任總主教為若瑟·A·卡班坦，榮休總主教為安多尼·J·萊德斯馬。
教區於1933年1月20日成立，1951年6月29日升為總教區。